# Шультхесс, Вальтер
Вальтер Шультхесс (нем. Walter Schulthess; 24 июля 1894, Цюрих — 23 июня 1971, там же) — швейцарский композитор и музыкальный деятель.
Учился в Мюнхене и Берлине, в 1918 г. вернулся в Цюрих. В более ранние годы писал камерную, оркестровую, хоровую музыку, песни (в том числе цикл на стихи Кристиана Моргенштерна, написанные в 1941—1943 гг.). В дальнейшем больше занимался организацией музыкальной жизни: создал вместе с супругой, известной скрипачкой Штефи Гейер, камерный оркестр «Collegium Musicum Zürich» (1941), стоял у истоков Международного конкурса пианистов имени Клары Хаскил (и возглавлял его жюри в 1963—1969 гг.).